# Robert Bruce Cotton

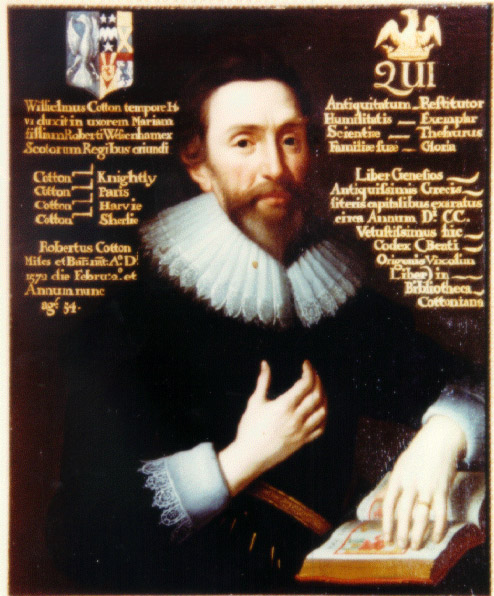
Porträt Robert Cottons, 1626

Sir Robert Bruce Cotton, 1. Baronet (* 22. Januar 1571 in Denton, Huntingdonshire; † 6. Mai 1631 in Westminster, London) war ein englischer Politiker und Gründer der Cotton Library.

## Leben
Cotton stammte aus der englischen Grafschaft Huntingdonshire. Er besuchte die Westminster School und das Jesus College in Cambridge. William Camden weckte in Cotton das Interesse für antiquarische Studien, sodass dieser begann, eine Bibliothek aufzubauen. Er war mehrmals Mitglied des englischen Parlaments, 1601 für Newtown, 1604 bis 1611 für Huntingdonshire, 1624 bis 1625 für Old Sarum, 1625 für Thetford und 1628 bis 1629 für Castle Rising. Er half dabei, die Einführung des Titels Baronet als Geldquelle für König Jakob I. zu entwerfen. Trotz einer frühen Phase, in der Cotton das Wohlwollen Jakobs I. genoss und in der er am 29. Juni 1611 zum Baronet, of Connington in the County of Southampton, erhoben wurde, entwickelte Cotton antiroyalistische Ansichten und die Behörden fürchteten den Nutzen seiner Bibliothek, die deshalb 1630 beschlagnahmt wurde. Seine Erben bekamen nach Cottons Tod die Büchersammlung zurück. Seinen Adelstitel erbte bei seinem Tod 1631 sein Sohn, der Parlamentsabgeordnete Thomas Cotton (1594–1662).
Die Cotton Library, die größte Privatsammlung von Manuskripten, wurde schließlich von Cottons Enkel der Nation gespendet und befindet sich jetzt in der British Library.
Cottons Bibliothek war in einem 8 × 2 Meter großen Raum mit Bücherregalen. An jedem Regal war die Büste einer antiken Person befestigt. Sie werden, gegen den Uhrzeigersinn, folgendermaßen katalogisiert: Julius Caesar, Augustus, Kleopatra VII., Faustina, Tiberius, Caligula, Claudius, Nero, Galba, Otho, Vitellius, Vespasian, Titus und Domitian (Domitian hatte nur ein Regal, möglicherweise, weil es über der Tür war). Die Manuskripte werden nach den Kriterien Bibliothek, Regal und Nummer bestimmt. Das Manuskript von Beowulf beispielsweise wird durch die Angabe Cotton Vitellius A.xv bezeichnet, das Manuskript von Pearl ist durch Cotton Nero A.x bestimmt.

## Einige ausgewählte Manuskripte
- Codex Cottonianus

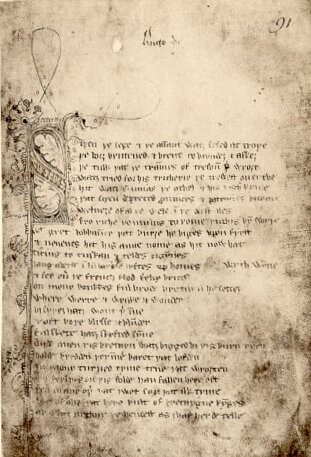
Cotton Nero A.x.

- Cotton Julius A.x Old English Martyrology
- Cotton Augustus II.106 Magna Carta: Exemplification of 1215
- Cotton Cleopatra A.ii Life of St Modwenna
- Cotton Faustina A.x Additional Glosses to the Glossary in Ælfric’s Grammar
- Cotton Tiberius B.v Labour of the Months
- Cotton Caligula A.ii A Pistil of Susan
- Cotton Claudius B.iv Genesis
- Cotton Nero A.x. Pearl
- Cotton Nero D.iv Lindisfarne Gospels
- Cotton Galba A.xviii Athelstan Psalter
- Cotton Otho C.i Ælfric’s De creatore et creatura
- Cotton Vitellius A.xv Beowulf, Judith
- Cotton Vespasian D.xiv Ælfric’s De duodecim abusivis
- Cotton Titus D.xxvi Ælfwine’s Prayerbook
- Cotton Domitian A.viii Anglo-Saxon Chronicle (Version E)